# 着信アリ (テレビドラマ)
『着信アリ』（ちゃくしんアリ）は、2005年10月14日から12月16日まで毎週金曜 23:15 - 翌0:10に、テレビ朝日系の「金曜ナイトドラマ」枠で放送された日本のテレビドラマ。主演は菊川怜。

## 概要
秋元康の小説を元にした映画『着信アリ』の成功を受けて、菊川怜主演のテレビドラマとして製作され、テレビ朝日の金曜ナイトドラマ『着信アリ』として 2005年10月14日から12月16日に放送された。主題歌は『Heart』（D.D.D）。小説として『着信アリ テレビドラマ版』 も発売された。
携帯電話を通じた死の予告電話によって人が死んでいくという点では、秋元康の原作や映画の着信アリと設定は似ているものの、物語や登場人物などは全く異なるスピンオフ的作品となっている（TBSのドラマにも同じ例がある）。

## あらすじ
ある日、出版社に勤務している中村由美は、女子高生の佐々木裕子が歩道橋から転落死する現場を目撃してしまう。事情聴取を受けた後、由美はともに聴取を受けていた裕子の友達から死の予告電話についての話を聞く。警察署を後にしようとした由美は、警視庁のキャリア刑事、仙堂孝之に呼び止められる。仙堂に「事件の捜査に協力してほしい」と頼まれたが、由美はきっぱりと断った。
だがその翌日、由美は突然に人事異動を言い渡され、出版社のハキダメと言われている「特命ウォッチ」に異動することになってしまった。その後、この異動は仙堂が仕組んだことだと知り、憤慨する由美だったが、「事件を解いたらもとの部署に戻す」という仙堂の条件を呑み、捜査に協力することになる。

## 登場人物

### 主人公
中村由美〈26〉
演 - 菊川怜
特命ウォッチ取材記者。亜美の妹。仙堂に呪いの携帯事件の捜査に協力してほしいと頼まれたため、仙堂とコンビを組んで事件の真相を追っている。思ったことはズバズバ言う性格。学生時代の恩師・山下先生に憧れている。かなりのカップ麺の焼きそば好きである。ついでに酒にも強い。映画版『着信アリ』と同じヒロインの名前だが、映画版とドラマ版とでは、性格も趣味も全く違う。
正体は姉の中村亜美で、影で西村和也を操っていた。事件解決後、行方をくらます。
最終話にて、自分の秘密を知っている仙堂を殺害する。
仙堂孝之〈35〉
演 - 石黒賢
「警視庁捜査一課、警視正の仙堂」が決め台詞のキャリア刑事。なぜか由美をパートナーに選び、捜査に巻き込んだ。由美の前だと何かと虚勢を張るが、根はかなりの臆病者であるため、すぐ胃に痛みを訴える。ちなみに、愛車の名前は『ハヤブサ号』。警察局長の真田と親しい。
最終話で由美(亜美)に殺害される。

### 特命ウォッチ
佐久間誠一〈45〉
演 - 升毅
特命ウォッチの編集長。女ったらし。一見ただのオヤジに見えたが、かつては敏腕の取材記者で明和女学院の学生失踪事件について調査していた。当時は、傲慢で「剃刀」の異名を持つ。
川島武弘〈27〉
演 - 深水元基
特命ウォッチの記者。ガンマニア。
大山雄介〈25〉
演 - 中山夢歩
特命ウォッチの資料係。オタク。
第9話で何者かに刺される。最後の力を振り絞りBar『M』までたどり着くが、まもなく死亡。由美に惚れていた。
森尾真紀〈35〉
演 - 野田よし子
特命ウォッチの庶務・経理担当。お金に厳しい。
岡野美里〈26〉
演 - 木内晶子
特命ウォッチの整理部員。数珠ネックレスをしている。
西岡杏〈26〉
演 - 中山恵
特命ウォッチの記者。二股女。
東カンナ〈23〉
演 - 菊地美香
特命ウォッチの記者。ゴスロリ女。

### 明和女学院
松下さやか〈17〉
演 - 佐藤千亜妃
明和女学院の2年D組で、旧姓は榊。優里と智佳のクラスメイト。学院に伝わる『伝説の生贄』に選ばれた。実は榊親子の生き残りの娘で、密かに復讐の機会を窺っていた。警察局長の真田が全てを公表した事で、彼女の復讐は終わった。
秋野修司〈59〉
演 - 山下真司
明和女学院の校長。自分の舌を噛み切ってまで娘を守る程、娘のことを気にかけている。その後、病院の屋上で、自分の電話からの着信を受けた後、見えない力に引っ張られ死亡。死ぬ間際に仙堂宛てにメールを残したが、書きかけだった。ワンダーフォーゲル部の元メンバーの一人。
西村和也〈44〉
演 - 工藤俊作
明和女学院の学年主任。由美に恋愛感情を持っており、10年前の事件で、彼女を助け自分の思いを彼女に告げるが、拒まれた事で、誤って彼女を殺害してしまい、遺体を薔薇のあるビニールハウスに埋めた。しかし亜美と由美が入れ替わっていた事を知り、それ以来、自分を殺し秋野校長に使えてきた。だが彼の秘密を知っていた真利子も口封じとして殺してしまう。着信があった後、仙堂を道連れにしようとした時、蔦に首を絞められ絶命直前に「本当の悪魔が・・・」を言い残し死亡。事件解決後、実際に殺害されていたのが由美で、西村を操っていたのが亜美だった事が発覚する。亜美（実際は由美）と真利子の殺人犯。
柏木真利子〈26〉
演 - 能世あんな
明和女学院の職員。校長である秋野の秘書でもある。西村に恋心を抱いていたが、西村の秘密を知っていた事で、西村に絞殺された。
山下勝彦〈32〉
演 - 津田寛治
明和女学院の新任教師で由美の恩師。事故で入院中の教師の代わりとしてこの学校に赴任してきた。10年前に失踪した亜美を探していたが、最終回で西村に刺され致命傷を負う。その後、病院で由美の秘密を仙堂に話した直後吐血し絶命する。
中村由美〈高校時代〉
演 - 西澤絵美香（第4話・第6話 - 最終話）
亜美の双子の妹。当時学院に伝わる『伝説の生贄』に選ばれたが、彼女を察した姉の亜美〈山下に会うため〉が、彼女と入れ替わった。榊大生の事件後に再び入れ替わり西村と会うが、西村の思いを拒んだ事で殺害される。その後、校舎の増築計画で、西村に遺体を持ち去られるのを恐れた彼女は、松下さやかに取り付き、携帯に呪いをかけ西村を追い詰めた。
中村亜美〈高校時代〉
演 - 西澤絵里香（第4話・第6話 - 最終話）
由美の双子の姉。失踪当時16歳。当時はまだ研修生だった山下と交際していた。
榊大生の殺害現場を目撃した事で、成瀬雄一達犯行グループに襲われるが、西村が灯りが消した事で難を逃れた。そして亜美と間違えられた由美が殺されたのをきっかけに、由美として暮らし始める。自分と正反対で人気者の由美に嫉妬していた。

### Bar『M』
森谷修介〈38〉
演 - 義田貴士
由美行きつけのバー『M』の店主。何故かグラスなどでイチローの物真似をしている。
美輪レイナ〈24〉
演 - 仁科仁美
バーの従業員。
丸山ナオコ〈20〉
演 - 矢吹春奈
バーの従業員。

### 渋谷中央署刑事
田中正義
演 - 大堀こういち
捜査現場の叩き上げ刑事。
佐藤真治
演 - 積圭祐
田中と同じく叩き上げ刑事。

### その他
エンディングタイトルバックの少女
演 - 大窪凪沙・大窪汐里

### ゲスト

#### 第1話
水野亜紀〈20〉
演 - 小阪由佳
水野の娘。智子や牧村達の先輩。自分の電話からの着信を受けた後、プールで溺れて死亡。
佐々木裕子
演 - 湯川舞
明和女学院の3年生で、成瀬雄一の娘。智子の友達。御節介焼きが災いし親友達から嫌われている事を本人は知らない。スカートに火がつき、火だるまになった挙句、歩道橋の階段から転落し死亡。
牧村智子
演 - 松嶋初音（第2話）
明和女学院の3年生で、智之の娘。裕子の友達。裕子に自分の電話からの着信を受けた一人。内心では、裕子に強い恨みを抱き自分のホームページで、裕子の悪口を書き込んでいた。着信後、踏み切りの近くで自分を死へ引きずり込もうとしている見えない力と懸命に戦うも不意に体が自由になり、よろけて石に躓いて頭から転倒。目を見開き、恐ろしい形相で死亡。死因は転倒側頭部損傷。裕子のスカートにリンを仕込み、火が付くように細工していた。父親は、ワンダーフォーゲル部の元メンバーの一人。
井上舞
演 - 志摩夕里加
明和女学院の3年生。智子の友達。内心では、裕子を嫌っていた。
加奈
演 - 牧村麻美
明和女学院の3年生。智子の友達。内心では、裕子を嫌っていた。
立花愛子
演 - 福愛美
明和女学院の3年生。不良的な友人達と付き合っていた。裕子を嫌っている。不良の事を裕子が告げ口した事で、犬猿の仲となっている。

#### 第2話
横田涼子
演 - 岩佐真悠子
理大生で、健二の娘。元恋人の吉岡悟を引き止めるために死の予告電話を利用して狂言をするが、悲劇的な末路を辿る。自分の電話からの着信を受けた後、トラックから滑り落ちてきたガラスに首を飛ばされた。父親は、ワンダーフォーゲル部の元メンバーの一人。
吉岡悟
演 - 松尾敏伸
涼子の元彼。霧島電気の開発部で、提携先のドイツの企業に派遣される事になっていた。そのことで、一年前に涼子と別れた。涼子を救うために派遣を蹴り、懸命になるが、涼子の狂言を知った事で、愛想を尽かして去っていった。
富山裕志
演 - デビット伊東（第3話）
国立音響研究所の職員。仙堂とは昔からの知り合いらしく、捜査の手伝いを引き受ける。
〈役名なし〉
演 - アニマル浜口・浜口京子
電話をしながら愛車をいたわっている仙堂の前を「気合だー!」と叫びながら通り過ぎていった。

#### 第3話
麻田弥生
演 - 吉井怜
OL。エレベータの中で村松登にメッタ刺しにされ死亡。呪いの携帯との関連はなかった。
村松登
演 - 甲本雅裕
東都出版の警備員で、片足が不自由。偽の死の予告電話をかけたコピーキャットで麻田弥生の殺害犯。
三井隆一
演 - 山崎樹範
レンタルビデオ店の店員で、裏ビデオも扱う。窃盗と暴行の前科がある。村松登に偽の容疑者として、警察の目を向けられた。
北村聡
演 - 高橋隆大（第4話）
高校生で、北村悟の息子。自分の電話からの着信を受けた。全身骨折ショック死。死ぬ間際に動画を残し中村由美達に託した。両親は一週間前から旅行中だった。父親は、ワンダーフォーゲル部の元メンバーの一人。
落合優里
演 - 江澤璃菜（第4話）
明和女学院の2年D組。松下さやかのクラスメイトで、ライバル関係にある。学院に伝わる『伝説の生贄』の赤い薔薇の件で、さやかと争っていた。狂犬に襲われ全身に傷を負い入院した。さやか曰く伝説を汚したから酬いを受けたと語っている。

#### 第4話
小田桐恭子〈20〉
演 - 小松彩夏
女子大生。自分の電話からの着信を受けた後、テレビの生放送中に謎の死をとげる。
小田桐真奈美
演 - 山下容莉枝（第5話）
恭子の母親。夫が亡くなった後、夫が大学生時代に入っていたサークルのワンダーフォーゲル部に関して、由美に協力した。
小田桐隆
演 - 大河内浩（第5話・第6話・第8話）
恭子の父親。恭子がTV出演するのを猛反対していた。自分の電話からの着信を受けた後、見えない力に引き込まれる。その後、自宅の天井から首を吊って死亡している所を妻の真奈美が発見する。ワンダーフォーゲル部の元メンバーの一人。
藤枝
演 - 田中要次
東和テレビの報道班のプロデューサー。ADの小西と親しく一緒に行動する事が多い。
九条老師
演 - 川俣しのぶ
霊能力者（霊媒師)。
成瀬雄一
演 - 早坂直家（第6話・第8話）
佐々木裕子の父親。足が不自由で杖を使っている。娘が亡くなってから数日後、行方不明となる。ワンダーフォーゲル部の元メンバーの一人。

#### 第5話
水野圭介
演 - 松澤一之（第6話 - 第8話）
バーを営む社長。亜紀の父親。娘が亡くなってから酒を飲み続け吐血するほど悪性の胃潰瘍を患っていた。自分の電話からの着信を受けた後、中村由美の目の前で、体から蒸気を発しミイラ化して死亡。榊大生の殺害に直接手を下した。ワンダーフォーゲル部の元メンバーの一人。
斎藤晃
演 - 田山涼成（第6話・第8話）
保険会社の営業部長。小田桐恭子の学資保険の関係で、小田桐家と親しかった。さつきを助けるため中村由美に11年前起こった遭難事件の秘密を打明けた。その直後に死の予告電話を受け、由美にさつきを託し橋の上から飛び降り自殺した。ワンダーフォーゲル部の元メンバーの一人。
宮下さつき
演 - 佐田真由美（第6話）
斎藤晃の恋人。自分の電話からの着信を受けた後に病気になり、一時病状が悪化するが、斎藤が身代わりになり一命を取り留める。この一件では、彼女の携帯のみならず斎藤晃の携帯や病院の公衆電話にも彼女の着信がかかってきた。
秋野智佳
演 - 星野奈津子（第6話 - 第9話）
明和女学院の2年D組。秋野の娘。松下さやかのクラスメイトで、ライバル関係にある。友人の落合優里が、狂犬に襲われ入院した事は全て、さやかの仕業だと思っている。クラスのリーダー的な存在。
〈役名なし〉
演 - 松本康太・西川晃啓（レギュラー）
水野圭介が経営しているバーの店員。

#### 第6話
飯沼真一
演 - 青山勝（第7話）
長野にあるローカル新聞社の記者。11年前起こった遭難事件を担当していた人物。
榊あゆみ
演 - いしのようこ（第7話）
美和子の母親。娘の和子と共に山で遭難していた。秋野達サークル仲間が、山で遭難している最中、彼女達と偶然出会い食料を奪い取ろうとした秋野達に襲われ死亡した。その後、警察局長の真田の供述で、遺体は見つかった。
榊美和子
演 - 本田佳純（第7話）
大正とあゆみの娘。母を失った悲しみから秋野達に「人殺し」と言った一言が、秋野達に殺意を与えてしまい、襲いかかって来る秋野達から逃げる途中、崖から転落してしまい死亡した。その後、警察局長の真田の供述で遺体が見つかる。

#### 第7話
榊大生
演 - 金橋良樹（第8話）
美和子の父親。市内で花屋を営む。あゆみと美和子の死の真相を教えると秋野に言われ、夜の学校の体育館に行ったが、待ち伏せていた水野らによって襲われ、無残に殺されてしまった。その後、水野らによる自殺と見せかける偽装工作で、樹海で遺体が見つかった。
真田律子
演 - 沢田亜矢子（第8話）
真田の妻。パソコンに届いた死の予告を自ら受け入れ、予告通り死亡。

#### 第8話
真田一馬
演 - 寺泉憲（第9話）
警察局長。仙堂が恩人と慕う人物。榊一家を殺害した事実を公表し拘置所に入れられるが、自分の電話からの着信を受けた後、不可解な死を遂げる。ワンダーフォーゲル部の元メンバーの一人。

## スタッフ
- 原作 - 秋元康『着信アリ』（角川ホラー文庫）
- 脚本 - 大石哲也、高山直也
- 音楽 - 辻陽
- 演出 - 麻生学、新村良二、唐木希浩、常廣丈太、田村直己
- 主題歌 - D.D.D「Heart」
- 挿入歌 - SE7EN「スタートライン」
- 企画協力 - 古賀誠一（オスカープロモーション）
- チーフプロデューサー - 桑田潔（テレビ朝日）
- プロデューサー - 江野夏平（テレビ朝日）、藤本一彦、椿宜和（角川映画）
- 制作 - テレビ朝日、角川映画

## 放送日程
| 各話                                                           | 放送日         | サブタイトル                                 | 脚本     | 演出     | 視聴率 |
| -------------------------------------------------------------- | -------------- | -------------------------------------------- | -------- | -------- | ------ |
| 第1話                                                          | 2005年10月14日 | ノロワレタ女子高〜死を呼ぶ予告電話の謎       | 大石哲也 | 麻生学   | 9.5%   |
| 第2話                                                          | 2005年10月21日 | 留守電に残る謎の声〜仕組まれた催眠トリック   | 大石哲也 | 新村良二 | 8.5%   |
| 第3話                                                          | 2005年10月28日 | 二つの顔を持つ殺人鬼〜留守電が暴く仮面の正体 | 大石哲也 | 唐木希浩 | 8.8%   |
| 第4話                                                          | 2005年11月04日 | テレビ公開除霊〜死の瞬間を実況された女生徒！ | 高山直也 | 常廣丈太 | 8.6%   |
| 第5話                                                          | 2005年11月11日 | 携帯を握った白骨死体の謎〜目覚めた学園の呪い | 大石哲也 | 新村良二 | 8.4%   |
| 第6話                                                          | 2005年11月18日 | 飢餓が招いた殺意〜暴かれた11年前の完全犯罪！ | 高山直也 | 唐木希浩 | 8.1%   |
| 第7話                                                          | 2005年11月25日 | 蘇る復讐の母子霊〜暴かれた11年前の完全犯罪！ | 大石哲也 | 常廣丈太 | 7.8%   |
| 第8話                                                          | 2005年12月02日 | 最愛の妻に呪が！〜ビデオレターに隠された秘密 | 高山直也 | 田村直己 | 8.6%   |
| 第9話                                                          | 2005年12月09日 | 最終章〜刺殺された編集部員最後のスクープ映像 | 大石哲也 | 唐木希浩 | 7.6%   |
| 最終話                                                         | 2005年12月16日 | 明らかになる呪の正体と驚愕の真犯人           | 大石哲也 | 麻生学   | 9.0%   |
| 平均視聴率 8.49%（視聴率はビデオリサーチ調べ、関東地区・世帯） |                |                                              |          |          |        |

## 使用携帯
NTTDoCoMo(現在のNTT docomo) SH901iS P901iS
※仙堂のみSH851iを使用していた。